# Tiran
Een tiran (Grieks: τύραννος, turannos, koning of alleenheerser) is een alleenheerser of dictator. In het oude Griekenland was het een type alleenheerser dat niet aan de macht gekomen was door uitverkiezing en evenmin door erfrecht, maar door een staatsgreep, steunend op een lijfwacht of militie. Vooral in de 7e en 6e eeuw v.Chr. werden veel Griekse stadstaten door tirannen geregeerd.

## Oorsprong
Oorspronkelijk had de term tiran niet de negatieve connotatie van dwingeland die deze later vanaf de democratisering in de 5e eeuw v.Chr. geleidelijk heeft gekregen. Hoewel er wel individuele daden van wreedheid en willekeur bekend zijn, waren deze heersers geen tirannen in de moderne betekenis. Vooral de latere filosofen die over de staat theoretiseerden (zoals Plato en Aristoteles) hebben de nadelen van absolute macht benadrukt.

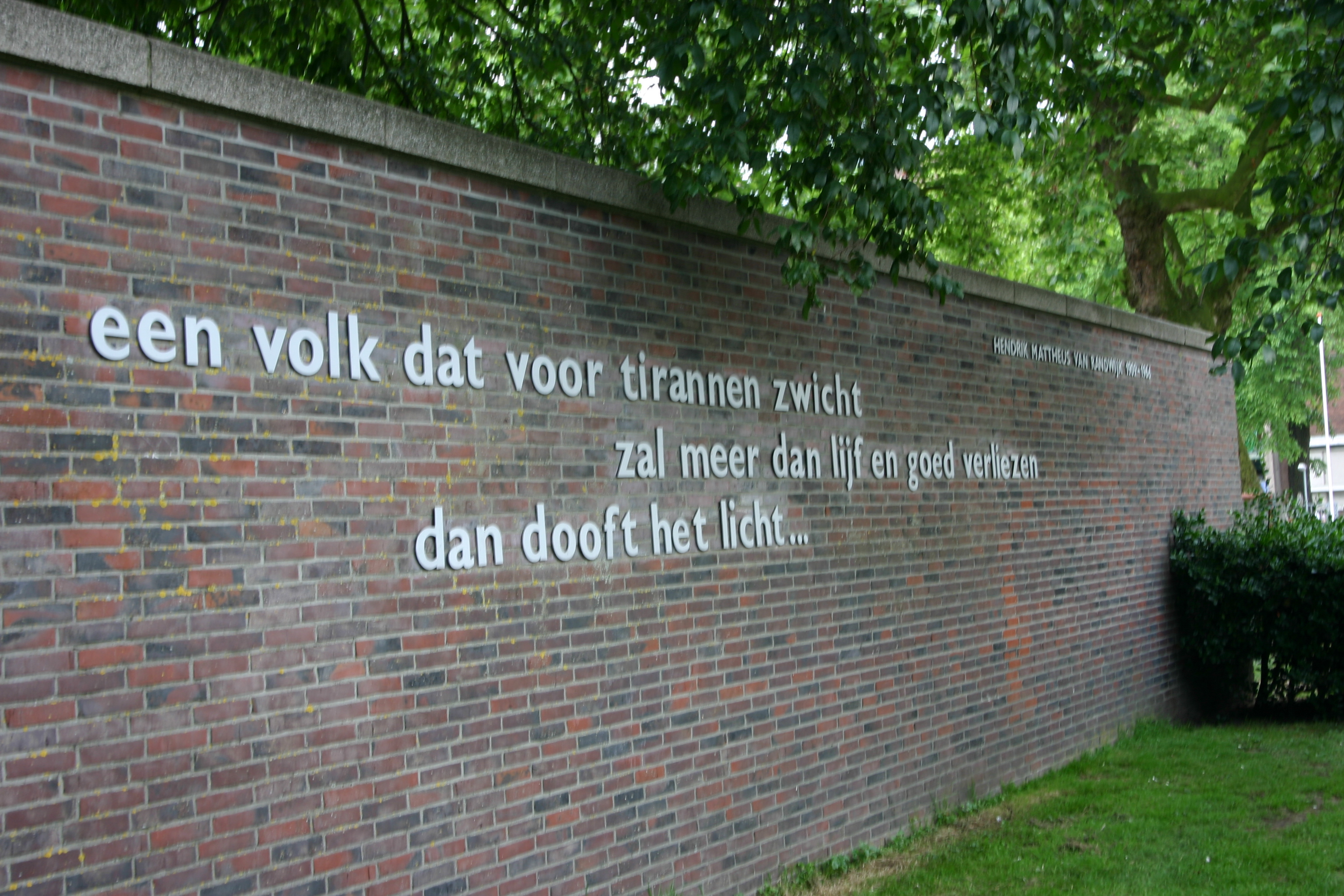
Monument van Henk van Randwijk op het Weteringplantsoen te Amsterdam met de tekst 'Een volk dat voor tirannen zwicht, zal meer dan lijf en goed verliezen, dan dooft het licht...'

Aristoteles vernoemde zelfs een staatsvorm naar de tiran. De tirannie is volgens Aristoteles de deviante vorm van de monarchie waarbij de monarch de macht misbruikt.
Om hun positie in de staat tegenover de rivaliserende aristocratische families te consolideren, konden zij de steun en de sympathie van de lagere bevolkingsklassen best gebruiken. Zij waakten dan ook meestal over het naleven van recht en orde, en bevorderden vaak in sterke mate de handel, de welvaart en de culturele bloei. De tirannie was een uitvloeisel van de sociale spanningen die de Griekse steden ondervonden bij de overgang van een feodale maatschappij naar een nieuwe sociale structuur, waarin handel, kleinindustrie en geldwezen belangrijk werden.
Meestal trachtte een tiran een dynastie te vestigen, maar de burgers deden het instituut doorgaans in de tweede of derde generatie verdwijnen, waarna soms een democratie ontstond zoals in Athene.
Bekende tirannen waren: Cypselus en zijn zoon Periander in Korinthe, Theagenes in Megara, Peisistratos en zijn zonen Hippias en Hipparchus in Athene, Polycrates van Samos, Gelo en Hiëro in Syracuse.
In de Griekse steden van Sicilië en Zuid-Italië (de Magna Graecia) verliep de evolutie enigszins anders, omdat daar de dreiging van Carthago de noodzaak van een sterk leiderschap meer aanvaard werd. De latere generatie Sicilische tirannen zoals Dionysius I en Dionysius II kunnen omschreven worden als militaire avonturiers en voorlopers van de Hellenistische monarchieën. In zeker opzicht kunnen ook de Romeinse keizers gezien worden als een uitvloeisel van de tirannie.